# Euphorbia copiapina
Euphorbia copiapina ist eine Pflanzenart aus der Gattung Wolfsmilch (Euphorbia) in der Familie der Wolfsmilchgewächse (Euphorbiaceae).

## Beschreibung
Die sukkulente Euphorbia copiapina wächst als Geophyt mit einer knolligen Wurzel, die etwa 3 Zentimeter breit und 10 Zentimeter lang wird. Es werden viele, kurze Triebe ausgebildet, die sich flach über oder auf dem Boden befinden. Die aufrechten und ausgebreiteten Zweige werden bis 8 Zentimeter lang. Die mehr oder weniger runden Blätter sind nahezu sitzend, dicklich, an den Rändern gekräuselt und bläulich-grün gefärbt.
Die doldenartigen Cymen besitzen 3 bis 4 Strahlen. Die Blütenstandstiele sind kurz und die elliptischen Nektardrüsen haben an den Rändern feine Zähne. Sie sind gelblich bis purpurn gefärbt und berühren sich ganz knapp. Die stumpf gelappte Frucht wird etwa 3 Millimeter groß und ist nahezu sitzend. Über den Samen ist nichts bekannt.

## Verbreitung und Systematik
Euphorbia copiapina ist in Nord- und Zentral-Chile in der Región de Atacama verbreitet.
Die Erstbeschreibung der Art erfolgte 1860 durch Rudolph Amandus Philippi. Synonyme zu dieser Art sind Euphorbia subumbellata Steud. ex Boiss. (1862) und Euphorbia calderensis Phil. (1895).